# Eiskarb
Koordinaten: 49° 51′ 37″ N, 8° 21′ 43″ O
Das Naturschutzgebiet Eiskarb liegt im Landkreis Mainz-Bingen in Rheinland-Pfalz.
Das etwa 16,6 ha große Gebiet, das im Jahr 1989 unter Naturschutz gestellt wurde, erstreckt sich nordöstlich der Stadt Oppenheim direkt zwischen dem nördlich fließenden Rhein und dem westlich gelegenen Oppenheimer Hafen. Unweit entfernt westlich verläuft die B 9.
Das Gebiet umfasst Auwälder im Überschwemmungsgebiet des Rheins mit temporären Gewässern und Flachwasserzonen sowie Röhricht- und Schilfbeständen.